# Cristina Tejedor
María Cristina Tejedor (Mar del Plata; 9 de mayo de 1959), más conocida como Cristina Tejedor, es una actriz de cine y televisión Argentina, conocida por interpretar a la malvada "María Inés Caride de Saavedra" en Rosa... de lejos.

## Biografía

### Primeros años
María Cristina Tejedor nació en Mar del Plata y desde muy pequeña comenzó a enamorarse de lo artístico. A los 6 años, le pidió a sus padres que la inscribieran en un curso de actuación que daba una iglesia de su barrio y con el tiempo, empezó a estudiar en el teatro municipal. En la juventud, intentó estudiar la carrera de Filosofía y Letras (porque sus padres querían que estudiara), pero no era para ella y decidió mudarse a la ciudad de Buenos Aires.

### Vida y Trayectoria
Su primera participación como actriz se dio cuando tenía 17 años y formó parte del elenco de la serie "Lo mejor de nuestra vida... nuestros hijos". Pero la telenovela que la hizo saltar a la fama fue "El amor tiene cara de mujer", una remake de la original realizada en 1964. A partir de ese momento, estuvo presente en varios éxitos de los '80 como "Rosa... de lejos", "Amor gitano", "Venganza de mujer", entre otros, Su papel más recordado por la audiencia y la crítica fue "La sombra", donde interpretó a dos hermanas gemelas. Esto fue un desafío muy importante para la actriz ya que tuvo que mostrar no una sino varias facetas de lo que era capaz de hacer. Por otro lado, también tuvo experiencias en obras de teatro como "Los ojos de Eva", "Cucacharas de Teatro", etc. Con el paso del tiempo, Cristina fue participando en menos proyectos hasta que se alejó de los medios, Actualmente, no se dedica a su faceta como actriz sino que recogió todo lo aprendido y lo comparte con los jóvenes que estudian la profesión. Tejedor da clases de teatro y además, desarrolla su faceta musical practicando percusión con bombo legüero.
Con respecto a su vida privada, la actriz se encuentra soltera ya que por muchos años fue traicionada por las distintas parejas que tuvo, por lo que decidió que lo mejor era estar sola. Pero la soledad no es completa, ya que en redes sociales comparte fotos con sus amigos y compañeros de trabajo con los que se reúne y comparte tiempo de calidad.

## Televisión
| Año       | Título                                     | Rol / Personaje                     | Canal      |
| --------- | ------------------------------------------ | ----------------------------------- | ---------- |
| 1973      | Lo mejor de nuestra vida... nuestros hijos | Andrea                              | Canal 9    |
| 1976      | El amor tiene cara de mujer                | Cristina                            | Canal 9    |
| 1978      | La mujer frente al amor                    | Paulina                             | Canal 9    |
| 1979      | El león y la rosa                          | Rosario Escalada                    | Canal 13   |
| 1979-1980 | Novia de vacaciones                        | Cecilia                             | Canal 13   |
| 1980-1981 | Rosa... de lejos                           | María Inés Caride de Saavedra       | ATC        |
| 1981      | Stefanía                                   | Mariana                             | Canal 13   |
| 1981-1982 | La sombra                                  | Helena / Agustina                   | Canal 13   |
| 1982      | La búsqueda                                | Rosalía Domínguez                   | ATC        |
| 1983      | Amor Gitano                                | Isabel Valenti                      | Canal 11   |
| 1983      | Esa provinciana                            | Giuliana Lombardo                   | Canal 9    |
| 1984      | Historia de un trepador                    | Dora                                | Canal 9    |
| 1985-1986 | Libertad condicionada                      | Claudia Bersoni                     | Canal 9    |
| 1986      | Venganza de mujer                          | Cristina                            | Canal 9    |
| 1987      | Como la hiedra                             | Antonia Pelozzo                     | Canal 13   |
| 1988      | Ave de paso                                |                                     | Telemundo  |
| 1988      | Vendedoras de Lafayette                    | Soledad Lozano                      | Canal 9    |
| 1989      | La otra                                    |                                     | ATC        |
| 1990      | Monte Calvario                             | Olivia Montero Balmaceda de Schmidt | ATC        |
| 1991      | Regalo del cielo                           | Georgina                            | Canal 9    |
| 1991      | Chiquilina mía                             | Agustina Cortés                     | Canal 9    |
| 1992      | Estado civil                               | Celeste Aguilera                    | Canal 13   |
| 1992      | Alta comedia                               | Varios                              | Telefe     |
| 1992      | Flavia, corazón de tiza                    | Esther                              | Telefe     |
| 1993      | La flaca escopeta                          | Lorenza Martínez                    | Canal 9    |
| 1993-1994 | Marco, el candidato                        | Delfina Ledesma                     | Canal 9    |
| 1997      | Los herederos del poder                    | Vilma Montenegro                    | Canal 9    |
| 1999-2001 | Campeones de la vida                       | Malvina                             | Canal 13   |
| 2001-2002 | El sodero de mi vida                       | Fernanda Giroldi                    | Canal 13   |
| 2002      | Los simuladores                            | Leonor                              | Telefe     |
| 2004      | Frecuencia 04                              | Margarita                           | Telefe     |
| 2006      | La ley del amor                            | Asunción Balmaceda                  | Telefe     |
| 2009-2010 | Ciega a citas                              | Crisanta                            | TV Pública |
| 2010-2011 | El paraíso                                 | Dra. Alicia Zanetti                 | TV Pública |
| 2011      | El elegido                                 | Jueza                               | Telefe     |
| 2013      | Los vecinos en guerra                      | Beatriz Videla                      | Telefe     |
| 2014      | La celebración                             |                                     | TV Pública |
| 2021      | La 1-5/18                                  | Paulina                             | El Trece   |

## Cine
| Año  | Título                         | Personaje                     | Dirección      |
| ---- | ------------------------------ | ----------------------------- | -------------- |
| 1973 | Las dos culpas de Betina       |                               | Ignacio Tankel |
| 1980 | Rosa... de lejos               | María Inés Caride de Saavedra | Eduardo Herman |
| 2006 | Cobrador: In God We Trust      |                               | Manuel Antin   |
| 2013 | Historias de cronopios y famas |                               | Julio Ludueña  |
| 2019 | Cor Jesús                      |                               | Roberto Garay  |

## Teatro
| Obra                                       | Dirección          | Notas  |
| ------------------------------------------ | ------------------ | ------ |
| La Cosa está que anda                      | Edda Diaz          | Actriz |
| Macbeth                                    |                    | Actriz |
| Fray Mocho del 900 en Caminito             |                    | Actriz |
| La Malquerida, con la Acacia en el Avenida |                    | Actriz |
| La sombra                                  | Martha Reguera     | Actriz |
| Los japonés no esperan                     | Ricardo Talesnik   | Actriz |
| Cucacharas de Teatro                       |                    | Actriz |
| El cuarto poder podrá                      |                    | Actriz |
| Teatro Maipo                               |                    | Actriz |
| La Plaza                                   |                    | Actriz |
| Las fantasías sexuales de mi marido        |                    | Actriz |
| Teatro del Pueblo y Regina                 | José María Muscari | Actriz |
| Gira con Féminas                           |                    | Actriz |
| Museo Larreta                              |                    | Actriz |
| Los ojos de Eva                            |                    | Actriz |